# Op. cit.
Op. cit.  é a abreviatura da locução latina opus citatum, significando 'obra citada' (na forma nominativa) ou opere citato, 'na obra citada' (na forma ablativa). É comumente usada nas citações feitas em notas de rodapé, a fim de evitar a longa repetição de informações (título da obra, local de publicação, editora e, eventualmente, ano  de publicação) já contidas, em nota anterior, sobre uma mesma obra.

## Op. cit.vs.ibid.
Ambas as expressões são utilizadas para uma mesma obra já citada anteriormente. A diferença de uso está no local dessa citação anterior: quando imediatamente anterior, usa-se ibid. (sem necessidade de repetir o nome do autor); caso contrário, op. cit. (antecedido pelo autor).
Exemplo:
1. Frédéric Lenoir, Du bonheur – Un voyage philosophique. Paris, Fayard, 2013, pp.39
2. Umberto Eco, Como se faz uma tese. São Paulo, Perspectiva, 2004, pp. 133
3. Ibid., pp. 130
4. Frédéric Lenoir, op. cit., pp. 21

## Op. cit.vs.loc. cit.
Ambas são utilizadas em notas de referência para indicar citação anterior não subsequente. Porém, a primeira refere-se à mesma obra; a segunda, à mesma página.
Exemplo:
1. Frédéric Lenoir, Du bonheur – Un voyage philosophique. Paris, Fayard, 2013, pp.39
2. Umberto Eco, Como se faz uma tese. São Paulo, Perspectiva, 2004, pp. 133
3. Frédéric Lenoir, op. cit., loc. cit.
4. Umberto Eco, op. cit., pp. 130